# Stockholm
Stockholm ([ˈstɔ̂kː(h)ɔlm], Zweedse uitspraakⓘ) is de hoofdstad en de grootste stad van Zweden. De gemeente Stockholm ligt gedeeltelijk in Uppland en gedeeltelijk in Södermanland. Ze heeft een oppervlakte van 188 km² en behoort tot de provincie Stockholms län. De stad telt 984.784 inwoners en de gehele regio Groot-Stockholm telt 1.719.604 inwoners.
Door de vele (grote) wateren in de stad wordt Stockholm ook wel het "Venetië van het noorden" genoemd. De stad ligt midden in de scherenkust, met 24.000 eilanden.
In Stockholm zetelt de Zweedse regering en het parlement. Ook het paleis van de Zweedse koning, Karel XVI Gustaaf, is er te vinden.

## Geografie
De stad ligt op veertien met bruggen verbonden eilanden, op de plaats waar het Mälarmeer (Zweeds: Mälaren) met de Oostzee in verbinding staat. Net buiten de stad begint de scherenkust, een kustgebied met rotseilanden. Veel inwoners van Stockholm hebben een boot, of zelfs een buitenhuis op een eilandje. Langs en in het water zijn in de zomer zonnebaders, zwemmers en vissers te zien.
Het oudste deel van Stockholm is de Oude Stad, of Gamla Stan. Deze wijk op het eiland Stadsholmen doet bijna Zuid-Europees aan door de smalle straten en huizen die in okerkleur of rood zijn geschilderd. Op dit eiland is ook het Koninklijk Paleis gebouwd, met een traditionele wacht.

## Geschiedenis
Stockholm wordt voor het eerst in geschriften genoemd in 1252. De naam komt van de samenstelling stock (blok hout) en holm (eilandje) en staat voor het tegenwoordige Gamla Stan. Er wordt wel gezegd dat de stad is gesticht door Birger Jarl, om Zweden te beschermen tegen aanvallen van buitenlandse vloten.
De strategische ligging (toegang tot het Mälarmeer) zorgde ervoor dat Stockholm de belangrijkste stad van het land werd, vooral in de onafhankelijkheidsstrijd tegen Denemarken. In 1600 had de stad 10.000 inwoners en tachtig jaar later al 60.000. Pas in 1634 werd de stad de officiële hoofdstad van het Zweedse Rijk. Tussen 1713 en 1714 heerste de Zwarte Dood in de stad, die vele doden veroorzaakte. De bevolkingsgroei, evenals de economische groei, stagneerden.
In de tweede helft van de 19e eeuw kwam de industrie op en heroverde Stockholm zijn plaats als belangrijkste stad van het land. In de 20e eeuw stond de stad in de hele wereld bekend als centrum van de architectuur en moderniteit. De stad bloeide en werd in verschillende richtingen uitgebouwd, als deel van het Miljoenenprogramma. Voorbeelden hiervan zijn Rinkeby, Sollentuna en Tensta, met een hoog aandeel immigranten. Nog steeds is Stockholm een van de snelstgroeiende hoofdsteden van Europa.

Stockholm in 1690, met Gamla Stan in het midden

## Klimaat
Stockholm ligt op een hoge breedtegraad en heeft duidelijke seizoenen. De zomers zijn vaak mild/warm en droog en de winters koud en tamelijk droog. De hoogste temperatuur ooit gemeten is +38 °C en de laagste -32 °C. Gebruikelijke temperaturen in de verschillende seizoenen zijn:
- Winter: van -7 tot +2 °C
- Lente: tussen +5 en 15 °C
- Zomer: 22 à 25 °C of warmer (temperaturen van tegen de 30 graden zijn niet uitzonderlijk).
- Herfst: tussen +5 en 18 °C

| Maand                             | jan  | feb  | mrt  | apr  | mei  | jun  | jul  | aug  | sep  | okt  | nov | dec  | Jaar |
| --------------------------------- | ---- | ---- | ---- | ---- | ---- | ---- | ---- | ---- | ---- | ---- | --- | ---- | ---- |
| Gemiddeld maximum (°C)            | 1,0  | 1,2  | 4,7  | 10,7 | 16,5 | 20,8 | 23,6 | 22,1 | 16,6 | 10,1 | 5,4 | 2,5  | 11,3 |
| Gemiddeld minimum (°C)            | −2,9 | −3,2 | −1,1 | 2,6  | 7,1  | 11,6 | 14,8 | 14,2 | 10,2 | 5,5  | 1,9 | −1,2 | 5,0  |
|                                   |      |      |      |      |      |      |      |      |      |      |     |      |      |
| Neerslag (mm)                     | 37   | 29   | 27   | 29   | 34   | 62   | 62   | 66   | 53   | 51   | 48  | 48   | 546  |
| Bron: Weer Stockholm - Worldmeteo |      |      |      |      |      |      |      |      |      |      |     |      |      |

## Demografie

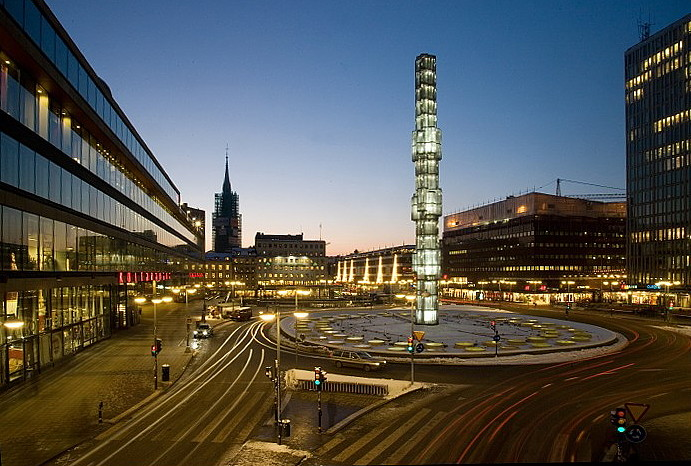
Sergels torg in het centrum van Stockholm

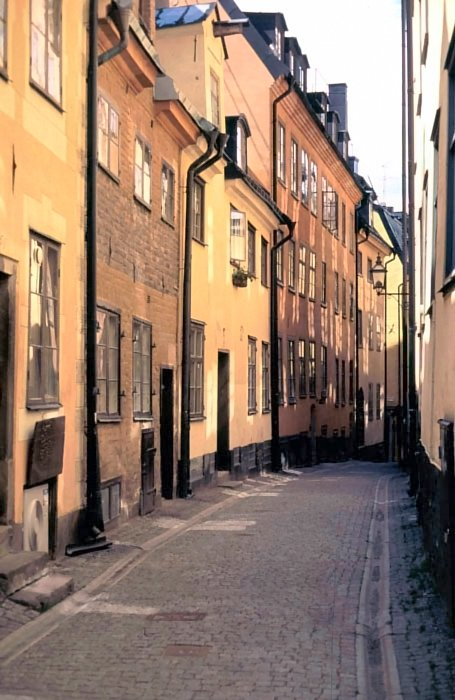
Steegje in de oude stad

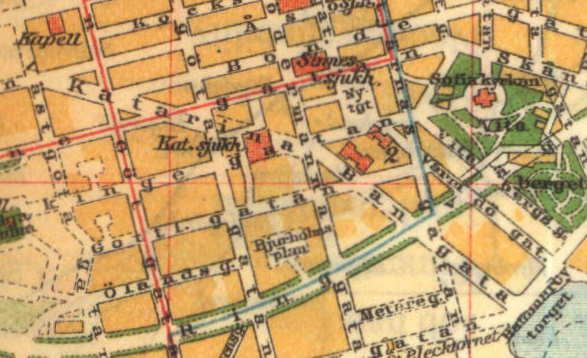
Kaart van een gedeelte van Stockholm, 1910, afgebeeld in het Nordisk familjebok (een encyclopedie).

In de gemeente zelf wonen ruim 975.000 mensen en in de hele Stockholmse agglomeratie 2,4 miljoen mensen, wat ongeveer 20% van de hele bevolking van Zweden is. Vooral in de buitenwijken (zoals Rinkeby, Skärholmen en Tensta) wonen veel mensen met een buitenlandse achtergrond. Zij zijn vooral afkomstig uit het Midden-Oosten, Oost-Afrika en Oost-Azië.
De bevolking van Stockholm door de eeuwen heen:

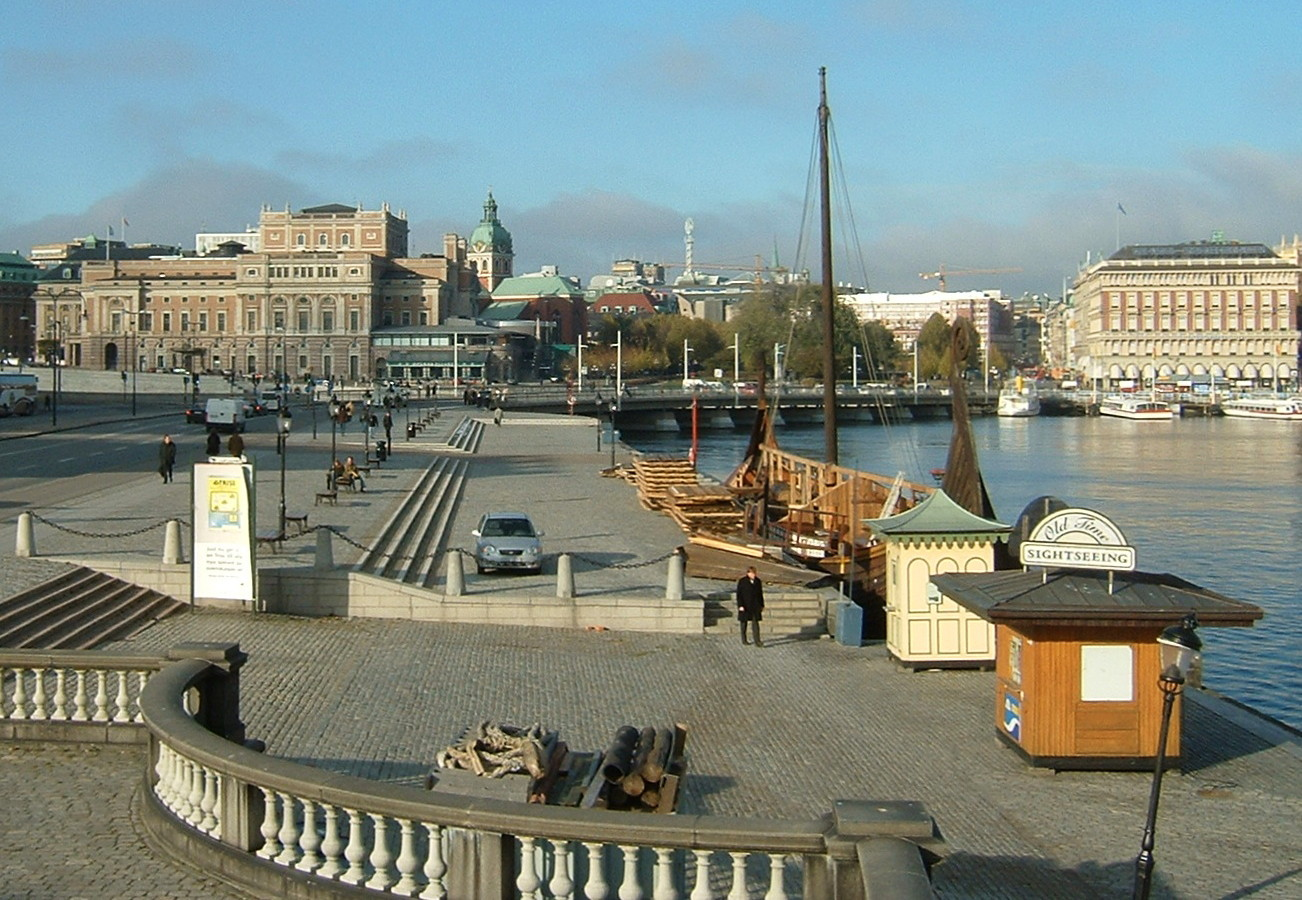
Binnenstad gezien vanaf het Koninklijk Paleis, met links het Operagebouw

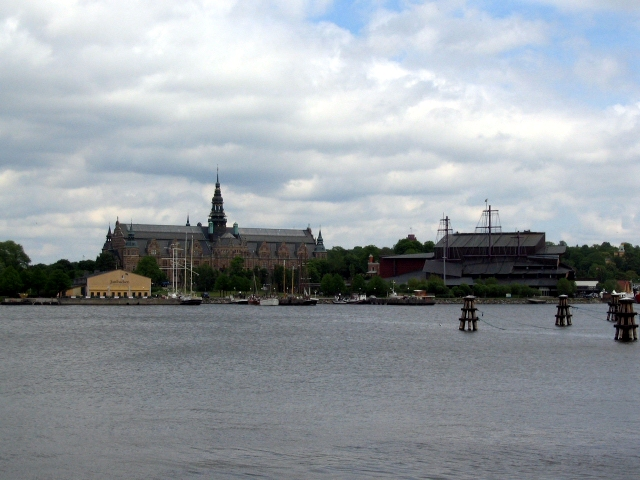
Het Noords Museum (links) en het Vasamuseum

| Jaar | Stockholm | Zweden    | Aandeel |
| ---- | --------- | --------- | ------- |
| 2005 | 771.038   | 9.047.752 | 8,5%    |
| 2000 | 750.348   | 8.882.792 | 8,4%    |
| 1995 | 711.119   | 8.837.496 | 8,0%    |
| 1990 | 674.452   | 8.590.630 | 7,9%    |
| 1985 | 659.030   | 8.358.139 | 7,9%    |
| 1980 | 647.214   | 8.317.937 | 7,8%    |
| 1970 | 740.486   | 8.091.782 | 9,2%    |
| 1960 | 808.294   | 7.500.161 | 10,8%   |
| 1950 | 744.143   | 7.041.829 | 10,6%   |
| 1940 | 590.503   | 6.371.432 | 9,3%    |
| 1930 | 502.213   | 6.142.191 | 8,2%    |
| 1920 | 419.440   | 5.904.489 | 7,1%    |
| 1910 | 342.323   | 5.522.403 | 6,2%    |
| 1900 | 300.624   | 5.136.441 | 5,9%    |
| 1850 | 93.070    | 3.482.541 | 2,7%    |
| 1800 | 75.517    | 2.347.303 | 3,2%    |
| 1750 | 60.018    | 1.780.678 | 3,4%    |

## Bestuurlijke indeling
Stockholm is sinds 1 januari 2007 verdeeld in 14 stadsdelen, verdeeld in 3 hoofdgebieden. Zij hebben allemaal verantwoordelijkheid voor basisscholen, vrijetijdsbesteding en culturele instellingen in hun stadsdeel.
| Stockholm-Centrum                                                                              | Stockholm-Zuid                                                                            | Stockholm-West                                                |
| ---------------------------------------------------------------------------------------------- | ----------------------------------------------------------------------------------------- | ------------------------------------------------------------- |
| - Södermalm (voorheen Katarina-Sofia en Maria-Gamla Stan) - Kungsholmen - Norrmalm - Östermalm | - Enskede-Årsta-Vantör - Farsta - Hägersten-Liljeholmen - Skarpnäck - Skärholmen - Älvsjö | - Bromma - Hässelby-Vällingby - Rinkeby-Kista - Spånga-Tensta |

## Bezienswaardigheden
Bezienswaardigheden in Stockholm zijn:
- Het Vasamuseum met daarin de Vasa, een 17e-eeuws oorlogsschip dat vlak bij Stockholm bij de eerste vaart is gezonken, en dat rond 1960 is geborgen. Het schip is vervolgens volledig gerestaureerd en in een eigen museum ondergebracht.
- Het Stadhuis (Zweeds: Stadshuset), een markant gebouw uit rode baksteen opgetrokken en zichtbaar vanuit vele plaatsen in de stad. Hier vindt jaarlijks in de Blauwe Zaal (die door de architect opzettelijk in baksteenrode stijl onvoltooid is gelaten) het banket ter gelegenheid van de Nobelprijs plaats.
- Stockholms slot, het Koninklijk Paleis. Dit enorme slot in Italiaans-Zweedse renaissancestijl is het grootste nog in de oorspronkelijke functie dienstdoende paleis ter wereld. Het bevat onder andere de vele koninklijke vertrekken, de paleiskapel en de troonzaal. Ook is er het museum Livrustkammaren gevestigd, waar de kroonjuwelen bewaard worden en is er een museum over de op dezelfde plaats voorheen gelegen burcht "Tre Kronor".
- Djurgården, een eiland vlak bij het centrum van Stockholm met veel groen en architectonisch waardevolle villa's van rond de vorige eeuwwisseling. Op dit eiland bevinden zich ook verscheidene musea zoals Skansen, het Noords Museum en het Vasamuseum.
- Het Koninklijk Dramatisch Theater, oftewel Dramaten, het nationale theater aan het plein Nybroplan.
- Vaxholm, een schilderachtig dorpje op het gelijknamige eiland een eindje buiten de stad. Er zijn bootverbindingen vanuit het centrum van Stockholm.
- Het Koninklijk domein Drottningholm, ensemble van op de werelderfgoedlijst staande gebouwen uit de barokperiode, met het Slot Drottningholm waar de koninklijke familie woont en het Drottningholm Slottsteater, waar de 18e-eeuwse theater- en operatechniek in stand wordt gehouden.
- De Vikingnederzetting Birka, ten westen van de stad op een eiland in het Mälarmeer gelegen.
- Globen, een bolvormige sport- en evenementenhal met een hoogte van 85 meter en een capaciteit van 16.000 toeschouwers.
- De Stadsbibliotheek van Stockholm van architect Erik Gunnar Asplund, gebouwd tussen 1921 en 1928. Het gebouw is bekend om zijn cirkelvormige leeszaal met een hoge, klassieke overkoepeling.
- Skogskyrkogården, een groot kerkhofpark ten zuiden van de stad, een ontwerp van Erik Gunnar Asplund en Sigurd Lewerentz. Hier ligt onder anderen Greta Garbo begraven.
- Riddarhuset, de vergaderplaats van de adel, in Nederlands barokke stijl.

## Musea
Enkele musea in Stockholm zijn:
- Zweeds Podiumkunstenmuseum (fusiemuseum van het Muziekmuseum, Theatermuseum en Marionettenmuseum)
- Skansen, een openluchtmuseum met oude huizen uit heel Zweden. Het is aan het eind van de 19e eeuw opgericht en is daarmee een van de oudste musea in zijn soort ter wereld.
- ABBA The Museum & Swedish Music Hall of Fame, beide ondergebracht in één pand.
- Millesgården, een museum met veel grote werken in openlucht van de beeldhouwer Carl Milles (1875–1955).
- Nordiska museet met een rijke verzameling van kunst en gebruiksvoorwerpen uit de Scandinavische landen.
- Livrustkammaren
- Nationalmuseum
- Statelijk historisch museum
- Kulturhuset Stockholm
- Liljevalchs Konsthall
- Moderna Museet
- Naturhistoriska riksmuseet met de IMAX-bioscoop Cosmonova
- Vasamuseum
- Hallwyl Museum
- Nobelmuseum
- Medeltidsmuseet, een museum gewijd aan het middeleeuwse Stockholm
- The Viking Museum

## Vervoer en verkeer

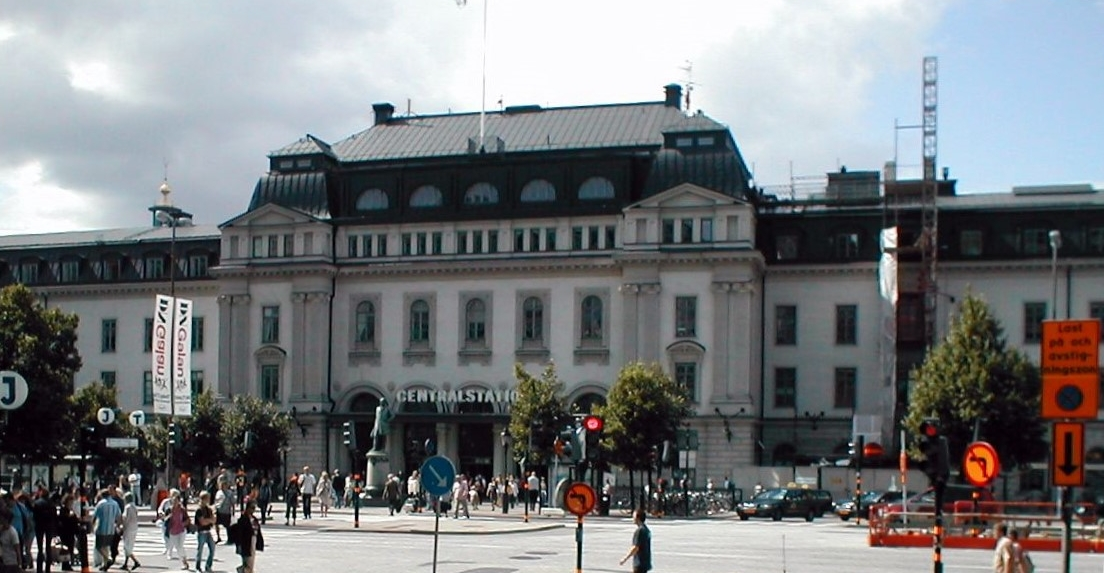
De hoofdingang van Stockholm Centraal.

Stockholm beschikt over een uitgebreid netwerk van metro (drie lijnen, honderd stations, gestart in 1950), bus en trams. Heel wat metrostations zijn op een unieke manier verfraaid door kunstenaars. Het hoofdmetrostation van Stockholm is T-Centralen. Dit ligt weer onder het hoofdtreinstation Stockholm Centraal, dat 220.000 passagiers per dag heeft. Het openbaar vervoer wordt verzorgd door Storstockholms Lokaltrafik.
Citybanan is een nieuw te bouwen ondergrondse spoorlijn onder de stadskern van Stockholm met als doel de ’pendeltåg’ (pendeltrein die de voorsteden van Stockholm bedient) te scheiden van het overige treinverkeer dat door het centrum van Stockholm rijdt. In mei 2006 bereikten de stad Stockholm, het provinciebestuur en Banverket (de railinfrastructuurbeheerder) een overeenkomst over de financiering van het project. De bouw is in 2009 gestart en de tunnel wordt in 2017 in gebruik genomen. In de periode 2005-2006 zijn reeds voorbereidende werken uitgevoerd in het Centraal Station van Stockholm, teneinde plaats te maken voor werktunnels. Toen de nieuwe coalitie onder leiding van Fredrik Reinfeldt aan de macht kwam in de herfst van 2006, kwam het bericht dat men het bestaande contract wilde verbreken om in de plaats een financiering mogelijk te maken van de sluiting van een verkeersring rond Stockholm. Na een nieuwe beoordeling gaf de regering echter groen licht om met de werken te beginnen.
In het voorjaar van 2006 werd een proef gehouden met een tolheffingsysteem voor het autoverkeer in het gebied rondom de historische binnenstad van Stockholm. Tijdens de proefperiode verminderde het autoverkeer op de meetpunten (de tolplaatsen) met gemiddeld 18%. In een referendum op 17 september 2006 heeft de bevolking zich kunnen uitspreken over het handhaven of afschaffen van het systeem. De bewoners van de binnenstad hebben overwegend ja gestemd, terwijl de bewoners van de randgemeenten overwegend negatief waren. Toch heeft de politiek besloten om het systeem in te voeren vanaf 1 juli 2007. Tijdens de spits bedraagt de tol 2,20 euro elke keer dat men het tolstation passeert, dus zowel in- als uitrijdend. In het buitenland geregistreerde auto's hoeven niet te betalen en voor bedrijven zijn de tolkosten aftrekbaar voor de belastingen. Er wordt gecontroleerd met camera's gekoppeld aan computers die de kentekenplaten uitlezen.
Het strenge winterklimaat leent zich niet voor fietsen, maar ook in de zomer zijn fietsers minder nadrukkelijk aanwezig in het straatbeeld dan bijvoorbeeld in Amsterdam en Kopenhagen. Er zijn fietspaden in een aantal van de grote lanen en straten. Er lopen een tiental gemarkeerde fietsroutes door het hele stedelijke gebied en reizigers mogen hun fiets gratis op de lokale pendeltreinen meenemen.
Het hoofdvliegveld van Stockholm is Luchthaven Stockholm-Arlanda. De luchthaven is per trein bereikbaar via de Arlanda Express. De  luchthaven Stockholm-Bromma ligt vlak bij het centrum. En dan is er Luchthaven Stockholm-Skavsta, 100 km ten zuiden van Stockholm.
Bij Stockholm lopen de E4, E18 en E20, waarvan de E4 noord-zuid loopt, de E20 hier oversteekt naar Estland en de E18 vanuit Oslo oost-west langs de stad loopt. Daarnaast heeft Stockholm enkele rijkswegen: Riksväg 73 en Riksväg 75 en diverse regionale wegen: Länsväg 222, Länsväg 226, Länsväg 228, Länsväg 229, Länsväg 260, Länsväg 261, Länsväg 265, Länsväg 271, Länsväg 275, Länsväg 277, Länsväg 279 en Länsväg 839. In 2010 installeerde de Zweedse nationale vereniging voor verkeersveiligheid een systeem met een snelheidscamera in Stockholm dat de inkomsten van de snelheidsbekeuringen verlootte onder de auto's die zich aan de maximumsnelheid hielden.

## Onderwijs en wetenschap
Stockholm huisvest enkele belangrijke universiteiten:
- De Koninklijke Technische Hogeschool (Zweeds: Kungliga Tekniska högskolan), de technische universiteit, gelegen in zijn eigen campuspark ten noorden van de stad.
- Het Karolinska Instituut (Zweeds: Karolinska Institutet), de medische universiteit, opgericht in 1810, na de nederlaag in de oorlog tegen Rusland, als trainingsinstituut voor militaire geneesheren. In 1861 werd het instituut een echte universiteit. Sinds 1901 kent de universiteit jaarlijks de Nobelprijs voor de Geneeskunde toe. Zelf heeft ze vijf Nobelprijswinnaars voortgebracht.
- De Universiteit van Stockholm (Zweeds: Stockholms Universitet), de algemene universiteit, ook met een ruime parkcampus ten noorden van de stad.
- De Economische Hogeschool van Stockholm (Zweeds: Handelshögskolan i Stockholm), een economische universiteit.

## Sport
- In 1912 werden de Olympische Zomerspelen in Stockholm gehouden, toen is ook Stockholms Olympiastadion gebouwd.
- Het bekende bolvormige stadion Ericsson Globe wordt vooral gebruikt voor ijshockeywedstrijden, maar ook voor popconcerten.
- Djurgårdens IF is de ijshockeyclub van Stockholm en heeft ook een voetbalafdeling.
- De belangrijkste professionele voetbalclubs van Stockholm zijn Djurgårdens IF en Hammarby IF en het uit de voorsteden afkomstige AIK Fotboll en IF Brommapojkarna.
- Stockholm was speelstad bij het WK ijshockey in 1949, 1954, 1963, 1969, 1970, 1981, 1989, 1995, 2012, 2013 en 2025.

## Stedenbanden
- Amsterdam (Nederland)
- Bergen (Noorwegen)
- Kopenhagen (Denemarken)
- Sarajevo (Bosnië en Herzegovina)